# Chaillac
Cet article possède un paronyme, voir Gaillac.
Chaillac [ʃajak]  est une commune française située dans le département de l'Indre, en région Centre-Val de Loire.

## Géographie

### Localisation
La commune est située dans le sud-ouest du département, à la limite avec le département de la Haute-Vienne. Elle est située dans la région naturelle du Boischaut Sud.
Les communes limitrophes sont : Dunet (4 km), Beaulieu (5 km), La Châtre-Langlin (7 km), Lignac (7 km), Roussines (8 km), Tilly (8 km), Bonneuil (9 km), Sacierges-Saint-Martin (9 km) et Cromac (10 km).
Les communes chefs-lieux et préfectorales sont : Saint-Gaultier (24 km), Le Blanc (29 km), Châteauroux (52 km), La Châtre (55 km) et Issoudun (77 km).

### Hameaux et lieux-dits
Les hameaux et lieux-dits de la commune sont : les Pérelles, l'Aubuge, Milloux le Cluzeau et Seillant. La Forêt ; Le Peumochat

### Géologie et hydrographie
La commune est classée en zone de sismicité 2, correspondant à une sismicité faible.
On peut trouver dans le sol de Chaillac de la pyromorphite.
Le territoire communal est arrosé par la rivière Anglin.

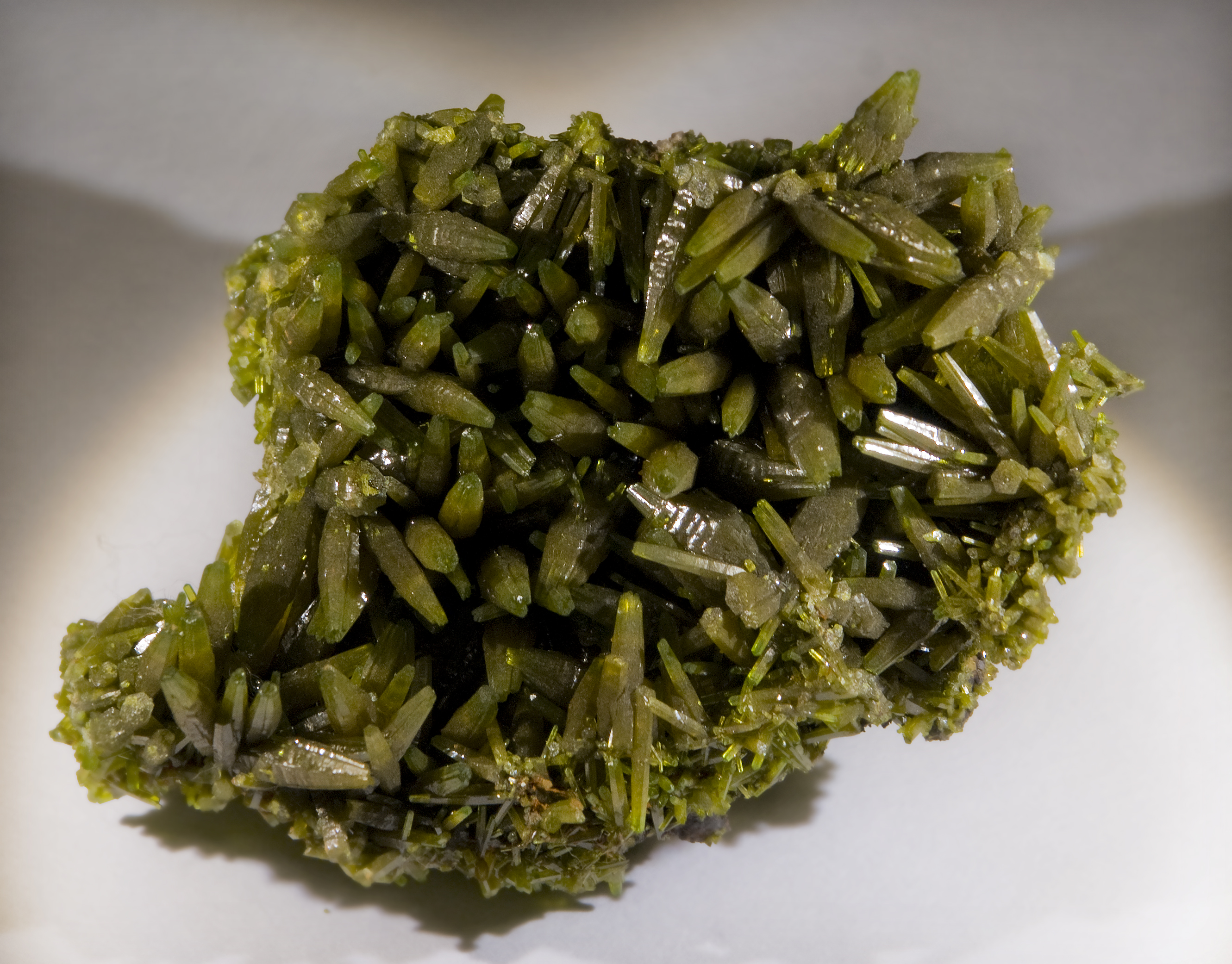
La pyromorphite en 2009.

### Climat
Pour des articles plus généraux, voir Climat du Centre-Val de Loire et Climat de l'Indre.
En 2010, le climat de la commune est de type climat océanique dégradé des plaines du Centre et du Nord, selon une étude du Centre national de la recherche scientifique s'appuyant sur une série de données couvrant la période 1971-2000. En 2020, Météo-France publie une typologie des climats de la France métropolitaine dans laquelle la commune est exposée à un climat océanique altéré et est dans une zone de transition entre les régions climatiques « Centre et contreforts nord du Massif Central » et « Poitou-Charentes ».
Pour la période 1971-2000, la température annuelle moyenne est de 11,7 °C, avec une amplitude thermique annuelle de 15,2 °C. Le cumul annuel moyen de précipitations est de 814 mm, avec 11,8 jours de précipitations en janvier et 7,3 jours en juillet. Pour la période 1991-2020, la température moyenne annuelle observée sur la station météorologique installée sur la commune est de 12,3 °C et le cumul annuel moyen de précipitations est de 864,0 mm,. Pour l'avenir, les paramètres climatiques de la commune estimés pour 2050 selon différents scénarios d'émission de gaz à effet de serre sont consultables sur un site dédié publié par Météo-France en novembre 2022.
| Mois                                  | jan.             | fév.         | mars         | avril         | mai           | juin        | jui.           | août         | sep.          | oct.          | nov.           | déc.         | année    |
| ------------------------------------- | ---------------- | ------------ | ------------ | ------------- | ------------- | ----------- | -------------- | ------------ | ------------- | ------------- | -------------- | ------------ | -------- |
| Température minimale moyenne (°C)     | 1,9              | 1,2          | 3,3          | 5,1           | 8,6           | 12,1        | 13,7           | 13,5         | 10,1          | 8,4           | 4,5            | 2,4          | 7,1      |
| Température moyenne (°C)              | 5,1              | 5,5          | 8,6          | 11,1          | 14,8          | 18,4        | 20,5           | 20,4         | 16,6          | 13,1          | 8,3            | 5,6          | 12,3     |
| Température maximale moyenne (°C)     | 8,3              | 9,7          | 13,9         | 17            | 20,9          | 24,8        | 27,3           | 27,3         | 23,2          | 17,9          | 12,1           | 8,8          | 17,6     |
| Record de froid (°C) date du record   | −14,5 16.01.1987 | −19 07.02.12 | −13 01.03.05 | −6 04.04.1996 | −1,5 06.05.19 | 3 12.06.11  | 4,5 11.07.1990 | 3 30.08.1993 | −1,5 25.09.02 | −8 30.10.1997 | −12 22.11.1993 | −12 16.12.01 | −19 2012 |
| Record de chaleur (°C) date du record | 18 05.01.1999    | 23 27.02.19  | 27 31.03.21  | 31 30.04.05   | 33 28.05.17   | 39 29.06.19 | 41,5 23.07.19  | 42 06.08.03  | 37 14.09.20   | 30 01.10.11   | 25 01.11.15    | 20 17.12.15  | 42 2003  |
| Précipitations (mm)                   | 75,5             | 63,9         | 61,1         | 69,5          | 82,5          | 67,8        | 59,4           | 58,8         | 68,1          | 87,6          | 86,5           | 83,3         | 864      |

### Voies de communication et transports
Le territoire communal est desservi par les routes départementales : 29, 29A, 36, 53, 93 et 361.
La ligne du Blanc à Argenton-sur-Creuse via Saint-Benoît-du-Sault passait par le territoire communal, deux gares (La Forêt et Chaillac) desservaient la commune. Les gares ferroviaires les plus proches sont les gares d'Éguzon (23 km), Saint-Sébastien (25 km) et Argenton-sur-Creuse (29 km).
Chaillac est desservie par la ligne L du Réseau de mobilité interurbaine.
L'aéroport le plus proche est l'aéroport de Châteauroux-Centre, à 67 km.
Le territoire communal est traversé par le sentier de grande randonnée de pays de la Brenne.

## Urbanisme

### Typologie
Au 1er janvier 2024, Chaillac est catégorisée commune rurale à habitat très dispersé, selon la nouvelle grille communale de densité à sept niveaux définie par l'Insee en 2022.
Elle est située hors unité urbaine et hors attraction des villes,.

### Occupation des sols
L'occupation des sols de la commune, telle qu'elle ressort de la base de données européenne d’occupation biophysique des sols Corine Land Cover (CLC), est marquée par l'importance des territoires agricoles (90,7 % en 2018), une proportion sensiblement équivalente à celle de 1990 (91,1 %). La répartition détaillée en 2018 est la suivante : 
prairies (61,4 %), zones agricoles hétérogènes (18,1 %), terres arables (11,2 %), forêts (7,2 %), milieux à végétation arbustive et/ou herbacée (1,1 %), zones urbanisées (0,5 %), mines, décharges et chantiers (0,5 %). L'évolution de l’occupation des sols de la commune et de ses infrastructures peut être observée sur les différentes représentations cartographiques du territoire : la carte de Cassini (XVIIIe siècle), la carte d'état-major (1820-1866) et les cartes ou photos aériennes de l'IGN pour la période actuelle (1950 à aujourd'hui).

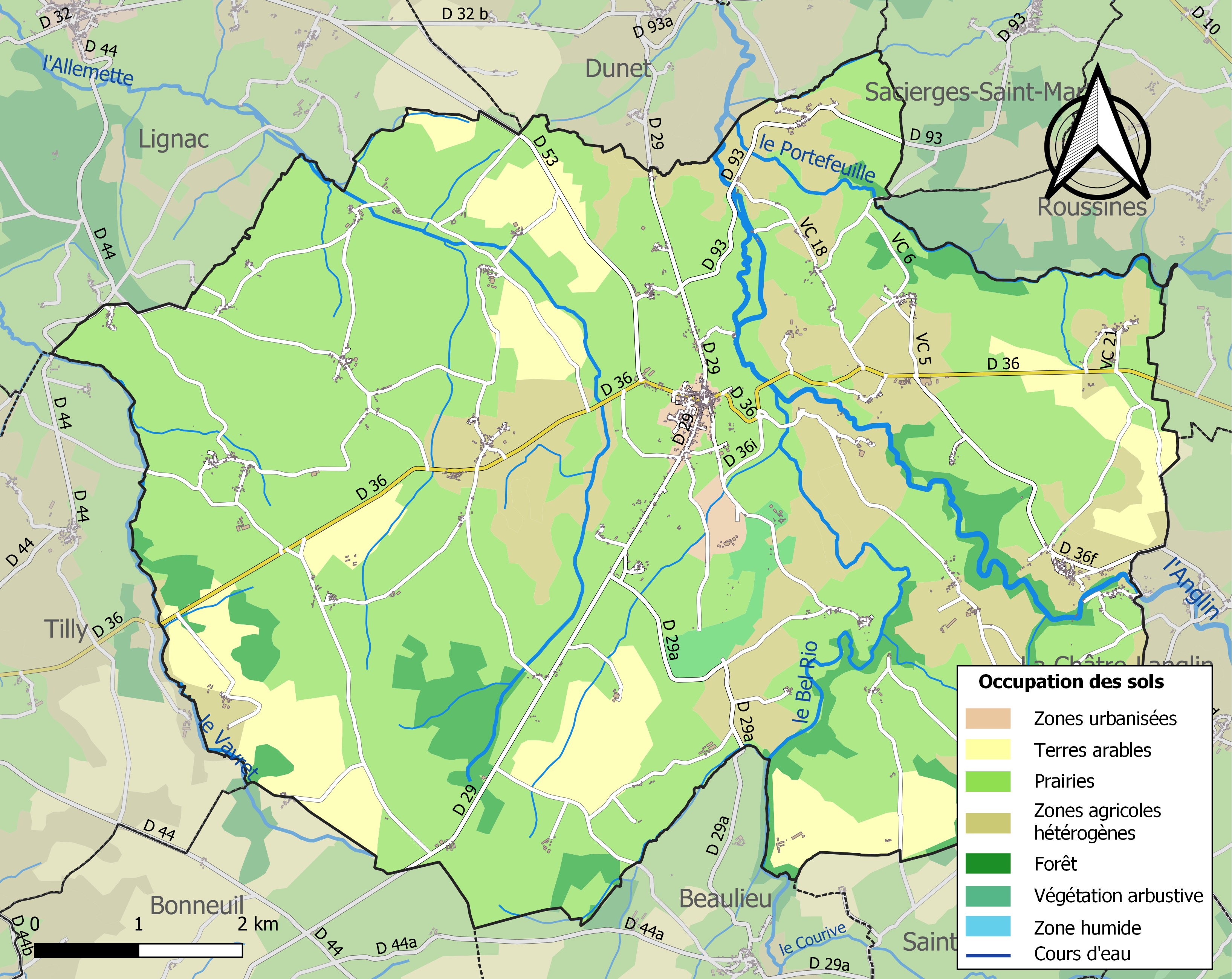
Carte des infrastructures et de l'occupation des sols de la commune en 2018 (CLC).

### Logement
Le tableau ci-dessous présente le détail du secteur des logements de la commune :
| Date du relevé                                              | 2013   | 2015   |
| Nombre total de logements                                   | 841    | 855    |
| Résidences principales                                      | 62,5 % | 60,9 % |
| Résidences secondaires                                      | 28 %   | 33,2 % |
| Logements vacants                                           | 9,6 %  | 5,9 %  |
| Part des ménages propriétaires de leur résidence principale | 72,3 % | 74,6 % |

### Risques majeurs
Le territoire de la commune de Chaillac est vulnérable à différents aléas naturels : météorologiques (tempête, orage, neige, grand froid, canicule ou sécheresse), mouvements de terrains et séisme (sismicité faible). Il est également exposé à un risque particulier : le risque de radon. Un site publié par le BRGM permet d'évaluer simplement et rapidement les risques d'un bien localisé soit par son adresse soit par le numéro de sa parcelle.

#### Risques naturels

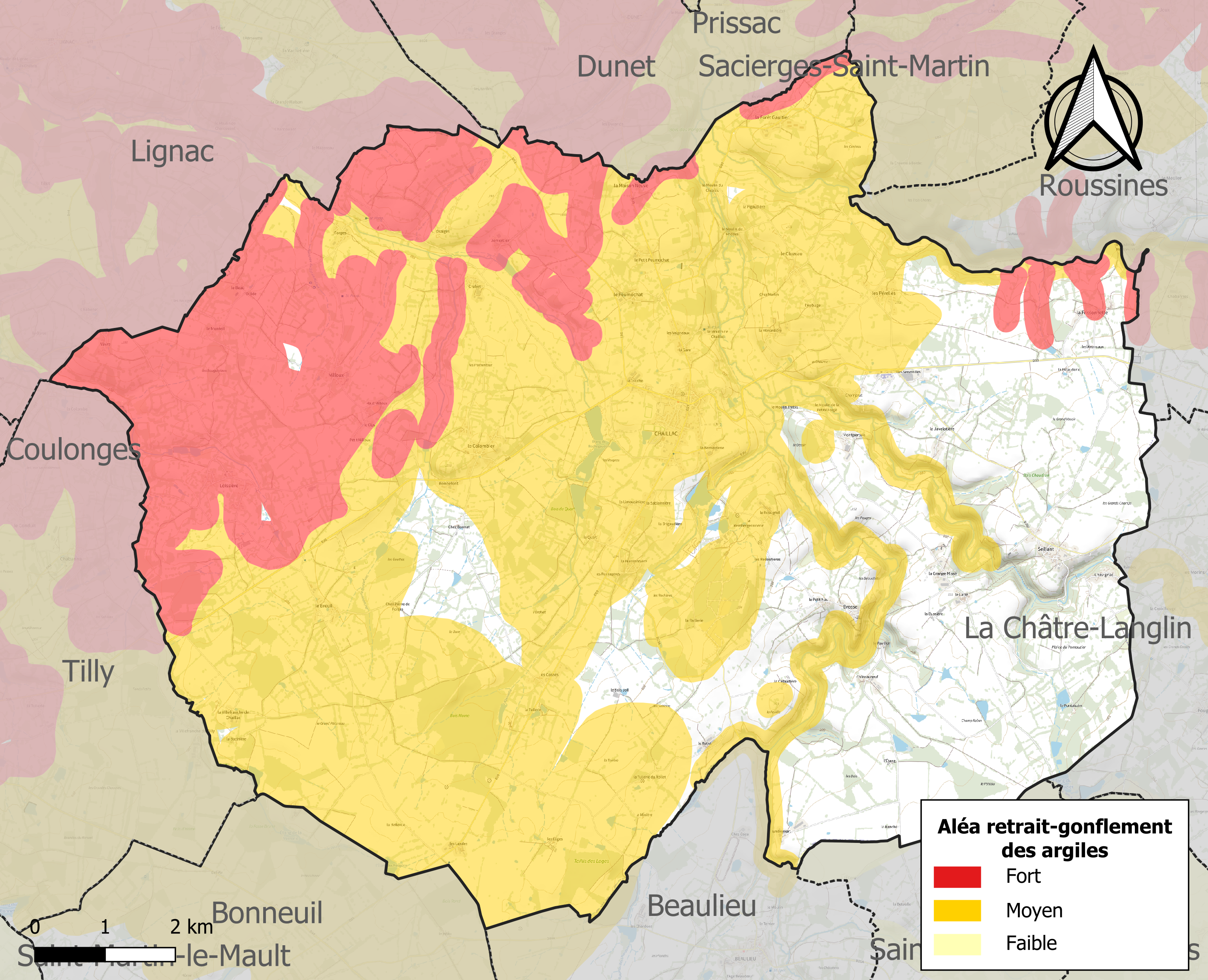
Carte des zones d'aléa retrait-gonflement des sols argileux de Chaillac.

Les mouvements de terrains susceptibles de se produire sur la commune sont des tassements différentiels.
Le retrait-gonflement des sols argileux est susceptible d'engendrer des dommages importants aux bâtiments en cas d’alternance de périodes de sécheresse et de pluie. 72,2 % de la superficie communale est en aléa moyen ou fort (84,7 % au niveau départemental et 48,5 % au niveau national). Sur les 855 bâtiments dénombrés sur la commune en 2019, 699 sont en aléa moyen ou fort, soit 82 %, à comparer aux 86 % au niveau départemental et 54 % au niveau national. Une cartographie de l'exposition du territoire national au retrait gonflement des sols argileux est disponible sur le site du BRGM,.
Concernant les mouvements de terrains, la commune a été reconnue en état de catastrophe naturelle au titre des dommages causés par la sécheresse en 1989, 1991, 1993, 2005, 2017 et 2018 et par des mouvements de terrain en 1999.

#### Risque particulier
Dans plusieurs parties du territoire national, le radon, accumulé dans certains logements ou autres locaux, peut constituer une source significative d’exposition de la population aux rayonnements ionisants. Toutes les communes du département sont concernées par le risque radon à un niveau plus ou moins élevé. Selon la classification de 2018, la commune de Chaillac est classée en zone 3, à savoir zone à potentiel radon significatif.

## Toponymie
Le nom de la commune est attesté sous les formes Chaallac et Challac en 1212, Chaillac en 1282, capellanus de Chadalhac en 1327, et de Chaillaco en 1351.
L’interprétation du toponyme est discutée. Il pourrait s’agir d’un nom de personne gaulois Catalius, suivi du suffixe -acos, indiquant la propriété : « domaine de Catalius ». Une autre hypothèse évoque Cal-iacum, formé sur la racine préceltique cal- « pierre », soit « lieu de la pierre ». Cette interprétation est renforcée par la géologie locale : Chaillac est en effet situé sur un important bassin ferrifère, constitué de grès atteignant une vingtaine de mètres d’épaisseur, exploités dès les époques anciennes.
Ses habitants sont appelés les Chaillacois.

## Histoire
Le château de Brosse, situé sur l’ancienne commune de Brosse, était la possession des vicomtes de Brosse, qui furent puissants au Moyen Âge, et eurent même leur propre monnayage au XIe siècle. Toutefois, le village créé autour du château, situé dans un cul-de-sac, ne concurrença jamais celui de Chaillac, d’origine antique, surtout après avoir été détruit par les Anglo-Poitevins en 1370.
Le sous-sol de Chaillac est riche en fluorine et barytine. Un filon de fluorine est identifié sur près de 1 000 m de longueur et 250 m de profondeur et a été exploité par une mine. Par ailleurs, la carrière des Redoutières a été exploitée pour son gisement de baryte.
La dernière exploitation a fermé en 2006.
La commune fut rattachée de 1973 à 2015 au canton de Saint-Benoît-du-Sault.

## Politique et administration
La commune dépend de l'arrondissement du Blanc, du canton de Saint-Gaultier, de la première circonscription de l'Indre et de la communauté de communes Marche Occitane - Val d'Anglin.
Elle dispose d'un bureau de poste et d'un centre de première intervention.

### Liste des maires
| Période    | Période  | Identité        | Étiquette            | Qualité                                                                            |
| ---------- | -------- | --------------- | -------------------- | ---------------------------------------------------------------------------------- |
| mars 1977, | 2020     | Gérard Mayaud   | UDF puis UDI puis UC | Conseiller général puis départemental de l'Indre Retraité de l'Éducation nationale |
| 2020       | En cours | Mathieu Moreaux |                      | Président de la Communauté de communes                                             |

## Population et société

### Démographie
L'évolution du nombre d'habitants est connue à travers les recensements de la population effectués dans la commune depuis 1793. Pour les communes de moins de 10 000 habitants, une enquête de recensement portant sur toute la population est réalisée tous les cinq ans, les populations de référence des années intermédiaires étant quant à elles estimées par interpolation ou extrapolation. Pour la commune, le premier recensement exhaustif entrant dans le cadre du nouveau dispositif a été réalisé en 2006.

En 2022, la commune comptait 1 031 habitants, en évolution de −3,01 % par rapport à 2016 (Indre : −3 %, France hors Mayotte : +2,11 %).
| 1793  | 1800  | 1806  | 1821  | 1831  | 1836  | 1841  | 1846  | 1851  |
| ----- | ----- | ----- | ----- | ----- | ----- | ----- | ----- | ----- |
| 2 184 | 2 412 | 2 152 | 2 515 | 2 526 | 2 595 | 2 663 | 2 714 | 2 712 |

| 1856  | 1861  | 1866  | 1872  | 1876  | 1881  | 1886  | 1891  | 1896  |
| ----- | ----- | ----- | ----- | ----- | ----- | ----- | ----- | ----- |
| 2 660 | 2 673 | 2 643 | 2 651 | 2 657 | 2 649 | 2 697 | 2 638 | 2 603 |

| 1901  | 1906  | 1911  | 1921  | 1926  | 1931  | 1936  | 1946  | 1954  |
| ----- | ----- | ----- | ----- | ----- | ----- | ----- | ----- | ----- |
| 2 522 | 2 464 | 2 515 | 2 105 | 1 983 | 1 926 | 1 685 | 1 619 | 1 553 |

| 1962  | 1968  | 1975  | 1982  | 1990  | 1999  | 2006  | 2011  | 2016  |
| ----- | ----- | ----- | ----- | ----- | ----- | ----- | ----- | ----- |
| 1 453 | 1 358 | 1 253 | 1 149 | 1 246 | 1 170 | 1 161 | 1 100 | 1 063 |

| 2021  | 2022  | - | - | - | - | - | - | - |
| ----- | ----- | - | - | - | - | - | - | - |
| 1 049 | 1 031 | - | - | - | - | - | - | - |

### Enseignement
La commune dépend de la circonscription académique du Blanc.

### Sports
Un site de baignade surveillé (lac de Rochegaudon) est présent dans la commune.

### Médias
La commune est couverte par les médias suivants : La Nouvelle République du Centre-Ouest, Le Berry républicain, L'Écho - La Marseillaise, La Bouinotte, Le Petit Berrichon, France 3 Centre-Val de Loire, Berry Issoudun Première, Vibration, Forum, France Bleu Berry et RCF en Berry.

## Économie
La commune se situe dans la zone d’emploi de Châteauroux et dans le bassin de vie d’Argenton-sur-Creuse.
En 2010, un parc photovoltaïque de 4,2 mégawatts a pris la place des anciennes carrières.
Un laboratoire de production de produit vétérinaire « Wyjolab » est installé sur la commune.
Un camping est présent dans la commune. Il s'agit du camping municipal des Vieux Chênes qui dispose de 40 emplacements.

Parc photovoltaïque
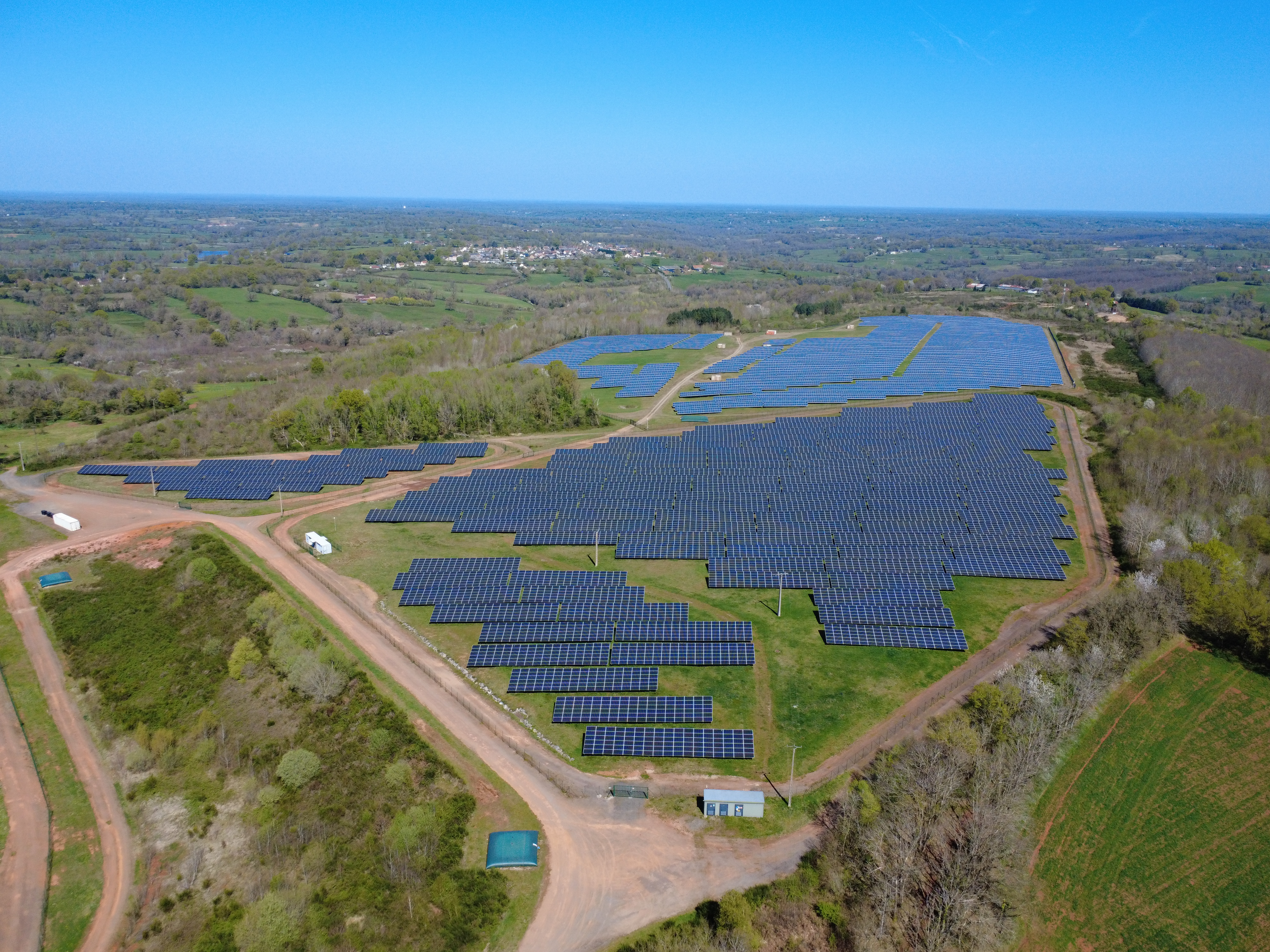
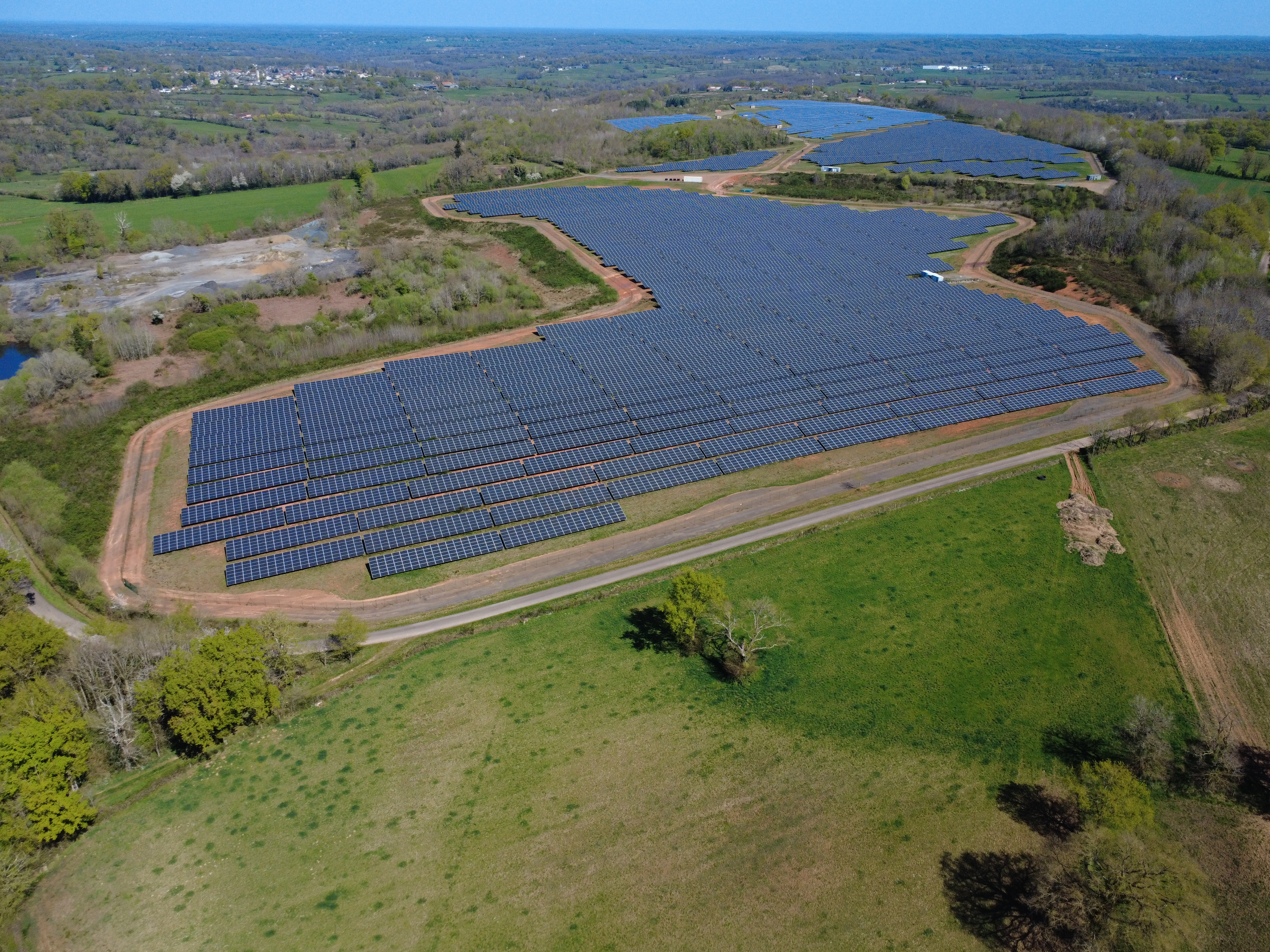
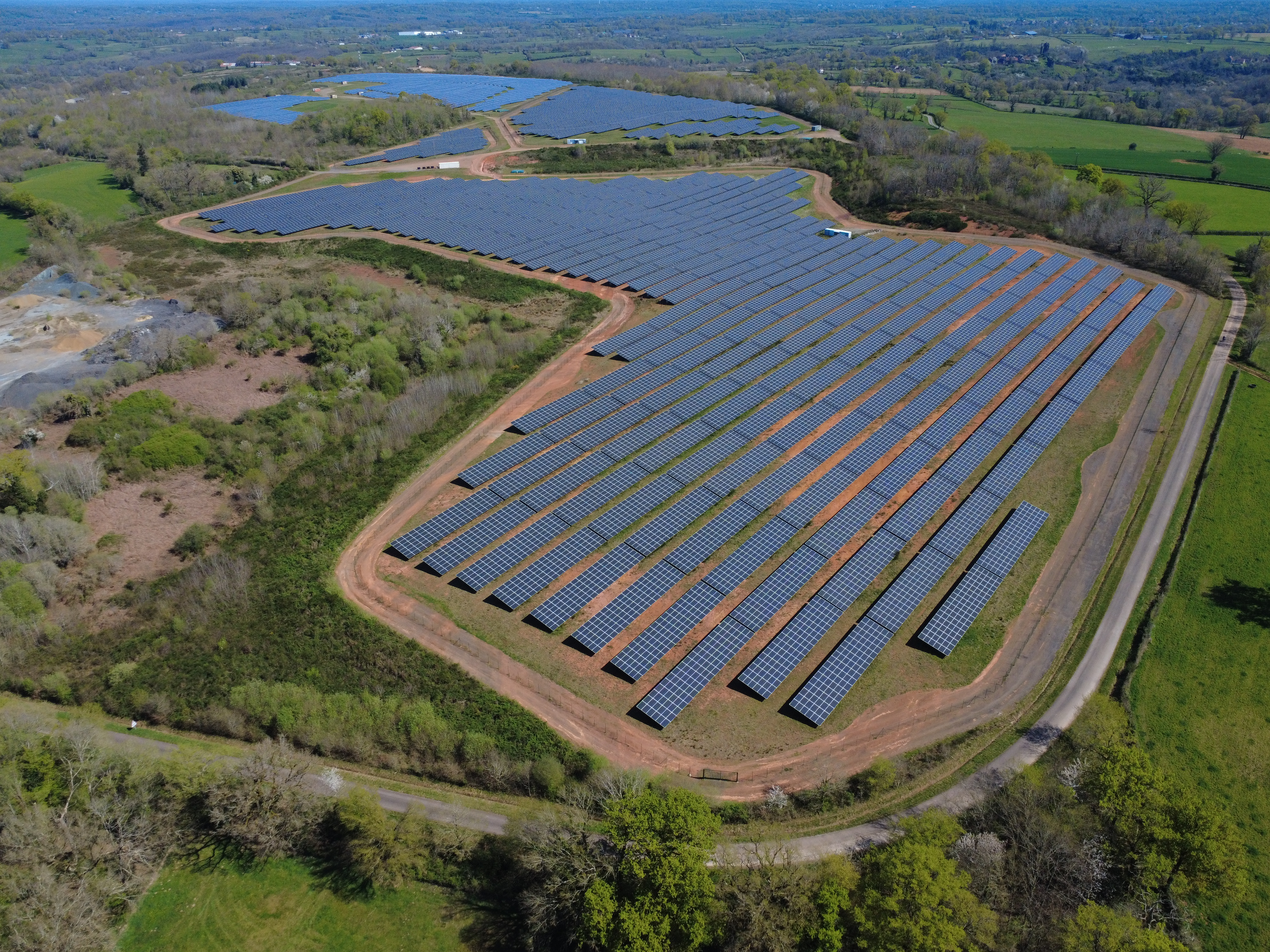

## Culture locale et patrimoine

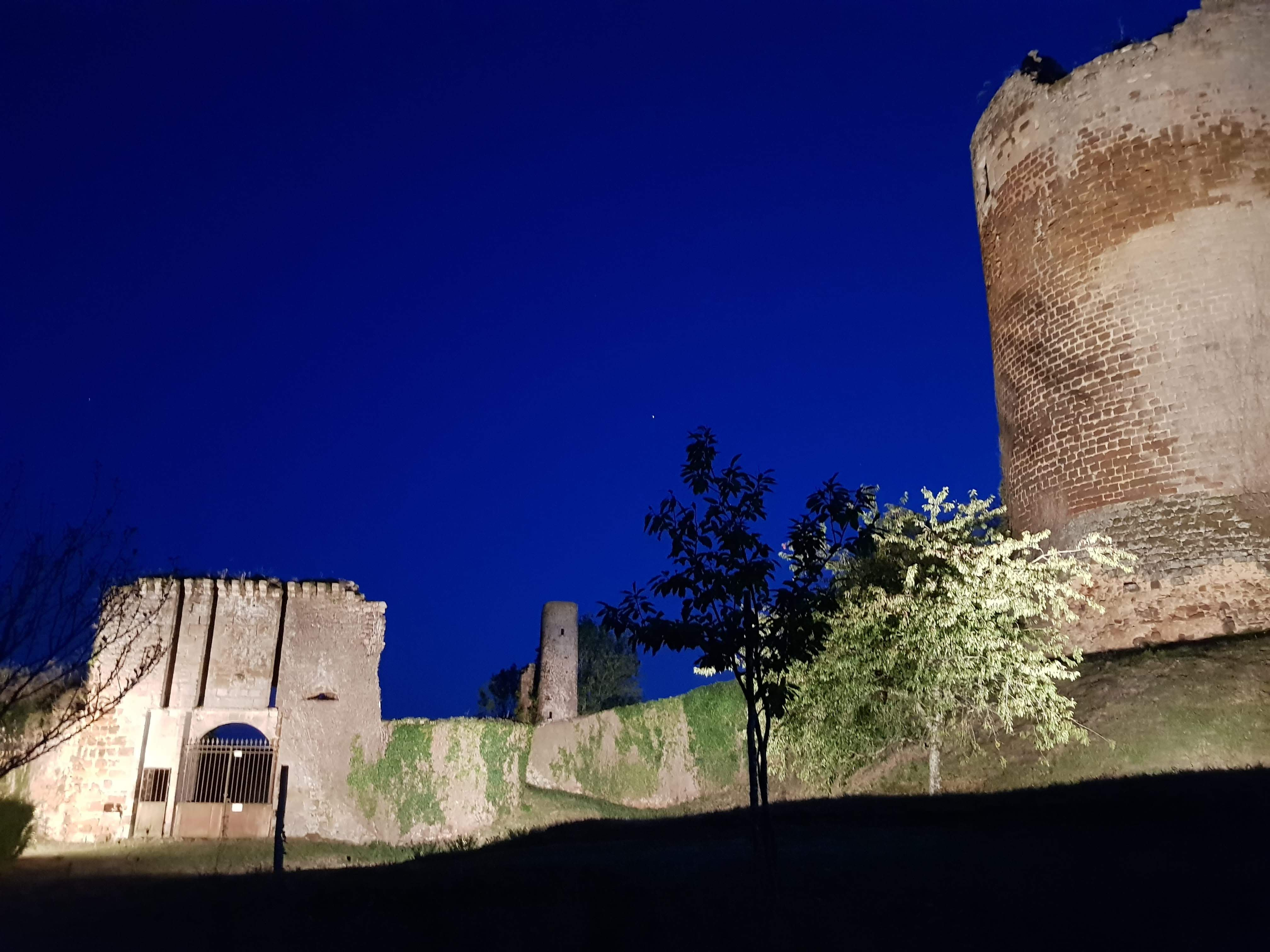
Le château de Brosse (vue de nuit).

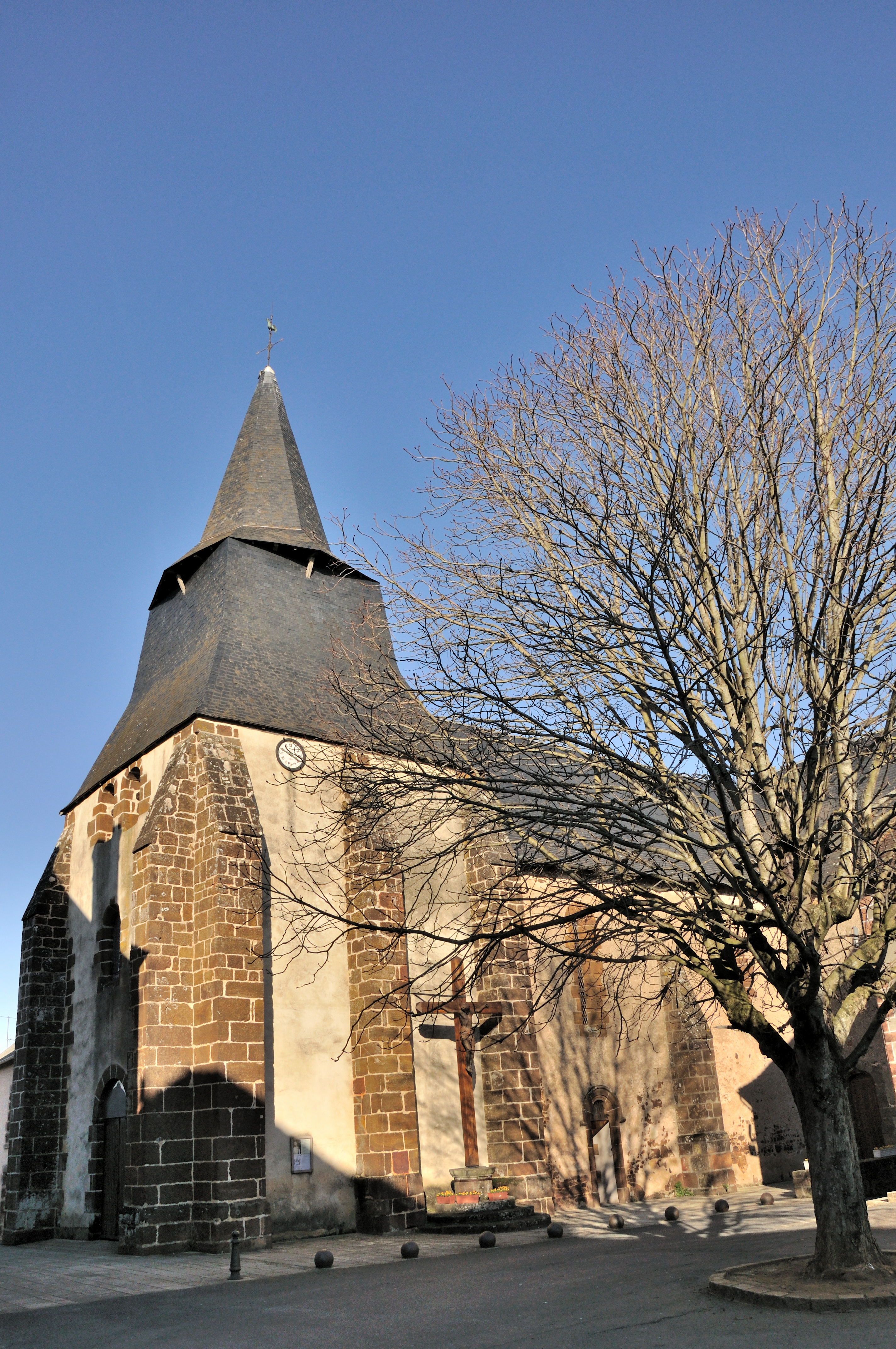
L'église Saint-Pierre en 2011.

### Lieux et monuments
- Château de Brosse (Xe siècle) : il fut construit par le vicomte de Limoges Géraud, époux de Rothilde de Brosse. Il ne reste que des ruines aujourd'hui.
- Église Saint-Pierre : nef de style roman, transept et abside de style ogival flamboyant.
- Monument aux morts
- Musée de la Minéralogie[42]
- Moulin de Seillant
- Dolmen des Fromentaux
- Dolmen des Pierres Nouilles
- Menhir de la Bernarderie

### Personnalités liées à la commune
- Léon-Paul Fargue (1876-1947), poète et écrivain français.
- Suzanne Allen (1920-2001), écrivain surréaliste.

### Héraldique, logotype et devise
| Blason de Chaillac | Blason  | Coupé : au 1er parti au I d'azur à l'arbre d'argent et au II fascé ondé d'argent et d'azur, au 2e de sable à l'ensemble de pierres de quartz en faisceau d'argent. |
| Blason de Chaillac | Détails | Le statut officiel du blason reste à déterminer. |